# Hycleus linnavuorii
Hycleus linnavuorii is een keversoort uit de familie van oliekevers (Meloidae). De wetenschappelijke naam van de soort is voor het eerst geldig gepubliceerd in 1963 door Pardo Alcaide.